# Masuda
Masuda (japanisch 益田市, -shi) ist eine Stadt in der Präfektur Shimane in Japan.

## Geschichte

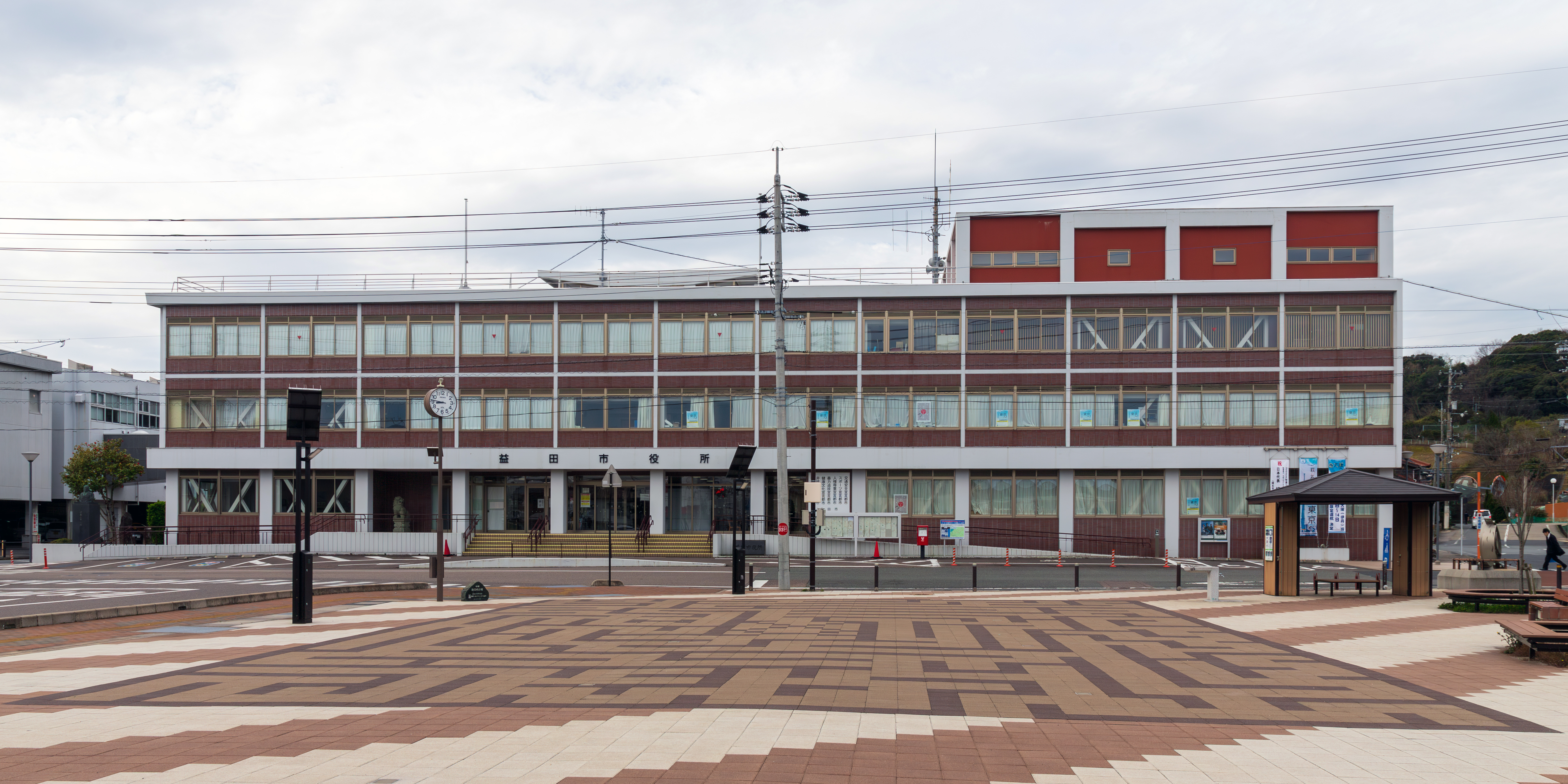
Rathaus von Masuda

Die Stadt Masuda wurde am 1. August 1952 gegründet.

## Verkehr

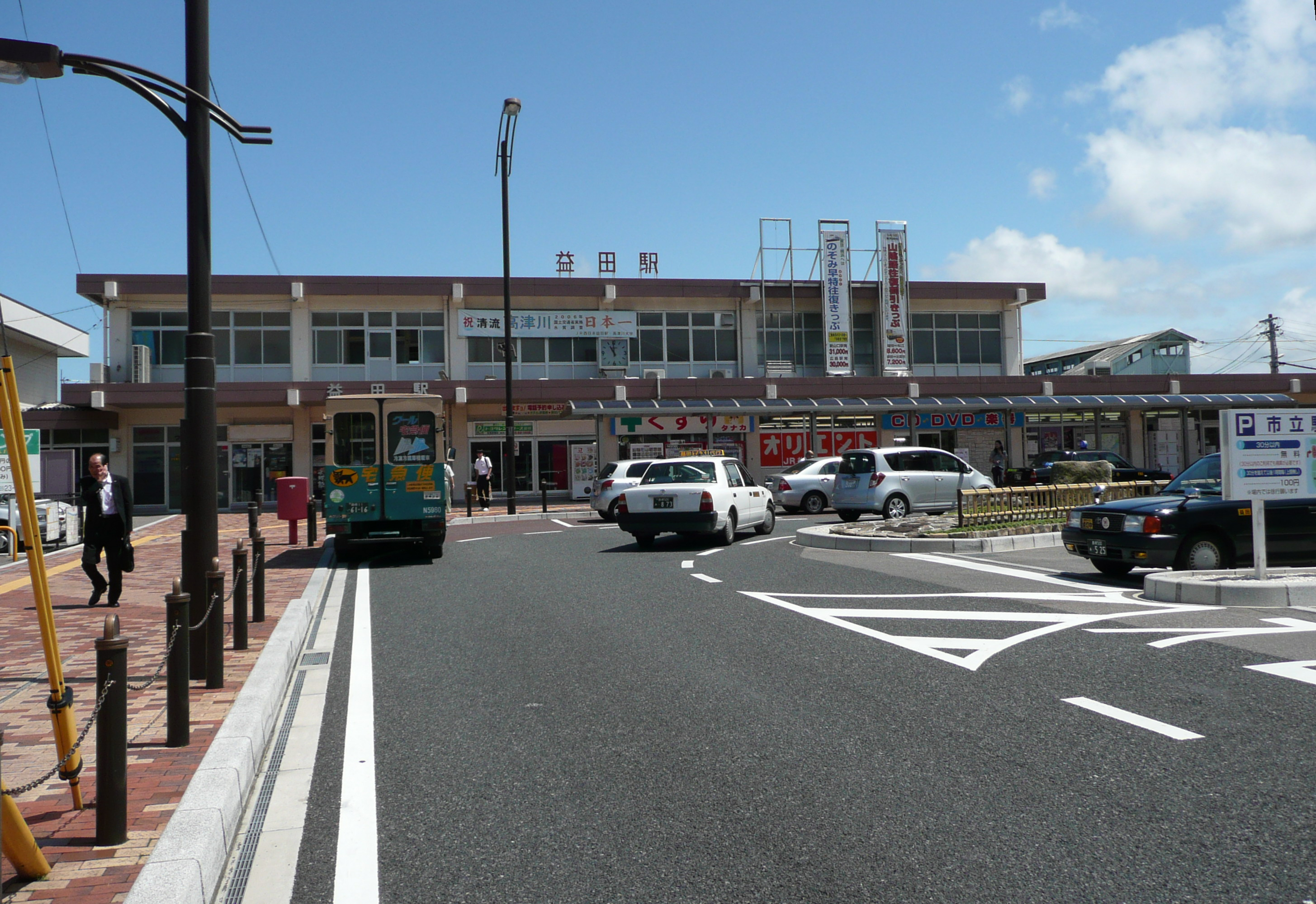
Masuda Station

- Flughafen Iwami
- Zug:
  - JR Sanin-Hauptlinie
  - JR Yamaguchi-Linie
- Straße:
  - Nationalstraße 9
  - Nationalstraße 191,488

## Städtepartnerschaft
- Ningbo, China, seit Oktober 1990
- Wanaka, Neuseeland, seit 1983

## Söhne und Töchter der Stadt
- Hata Sahachiro (1873–1938), Bakteriologe
- Kōji Kawamoto (* 1972), Dirigent
- Migita Asa (1871–1898), Ärztin
- Tokugawa Musei (1894–1971), japanischer Erzähler und Schriftsteller

## Angrenzende Städte und Gemeinden
- Hamada
- Hagi
- Iwakuni
- Hatsukaichi